# マゼラーダ・スル・ピアーヴェ
マゼラーダ・スル・ピアーヴェ（伊: Maserada sul Piave）は、イタリア共和国ヴェネト州トレヴィーゾ県にある、人口約9,200人の基礎自治体（コムーネ）。

## 地理

### 位置・広がり

#### 隣接コムーネ
隣接するコムーネは以下の通り。
- ブレーダ・ディ・ピアーヴェ
- カルボネーラ
- チマドルモ
- オルメッレ
- ポンテ・ディ・ピアーヴェ
- スプレジアーノ

### 気候分類・地震分類
気候分類では、zona E, 2376 GGに分類される。
また、イタリアの地震リスク階級 (it) では、zona 2 (sismicità media) に分類される。